# Francesco Ferlaino
Francesco Ferlaino (Conflenti, 23 luglio 1914 – Lamezia Terme, 3 luglio 1975) è stato un magistrato italiano, vittima della 'Ndrangheta.

## Biografia
Francesco Ferlaino era avvocato generale della Corte d'appello di Catanzaro. Come magistrato era stato eletto al Comitato Direttivo Centrale dell'Associazione Nazionale Magistrati per il gruppo di Magistratura Indipendente. È stato Presidente della Corte d'assise d'appello di Catanzaro ed in tale carica ha presieduto il processo alla mafia siciliana, processo che era stato trasferito a Catanzaro per legittimo sospetto.
Venne ucciso a colpi di fucile, in prossimità della sua abitazione di Nicastro, da sicari rimasti sconosciuti appartenenti alla malavita organizzata. Le inchieste ed i processi (presieduti dal magistrato Pietro Carbone) condotti non hanno portato ad alcuna condanna.
Al suo nome sono dedicati il palazzo di giustizia di Catanzaro, l'aula della Corte d'Assise d'appello di Catanzaro ed una via di Lamezia Terme.
Era zio paterno di Corrado Ferlaino, ex presidente del Napoli.